# План втечі (роман)
«План втечі» (ісп. Plan de evasión) — науково-фантастичний роман аргентинського письменника Адольфо Біой Касареса, опублікований 1945 року у видавництві Емесе. Не безпідставно вважається дуже близьким до «Винаходу Мореля», твору, який представив Біоя як великого письменника аргентинської літератури, але «План втечі» не отримав того масового визнання, яке широка громадськість дала першому роману. Адольфо Біой Касарес згадав про різну славу між цими двома роботами: «У 1941 та 1942 роках я мав дуже успіх із «Винаходом Мореля». Він був розпроданий через одинадцять місяців після його публікації (...) У 1945 році «План втечі» зробив [(продавався)] не так добре. Він вважався другорядним твором (...) Коли його переклали [французькою], [то] він став помітним бестселером».
«План втечі» відзначили премією за найкращу іноземну книгу, перекладену французькою мовою в 1979 році. Роман відзначається своєю науковою уявою. Але в сюжеті також розвивається напруженість та інтрига, причому заплутано, як у детективному романі. Розповідь побудована в потужний спонукальний та інформативний спосіб, про час (1914 рік) і місце (Острови порятунку), в якому вона відбувається; літопис, що підтримує високу символіку.

## Сюжет
Племінник високопоставленого моряка, головний герой — офіцер Неверс, відправлений на деякі тюремні острови в Карибському морі, щоб виконати декількамісячну роботу, поки він не звільниться, стикається з низкою надзвичайних подій. Директора в'язниці Кастеля бачать на одному з островів постійно з тваринами, при цьому він поводиться дивно; окрім цього деякі ув’язнені також поводяться дивно. Неверс не намагається зрозуміти, що відбувається (зокрема, що означають малюнки, які Кастель наносить на свою казарму), допоки виконує свою роботу у в’язниці. Початкові заплутані версії, за допомогою яких Неверс шукає пояснення таємничим інцидентам, виявляться хибними.
Факти знаходять своє пояснення опісля відкриття дивовижного винаходу Кастеля на останніх сторінках роману: директор тюремних островів хотів реалізувати свої прогресивні виправні ідеї. Саме в тілах деяких обраних ув'язнених Кастель встановлює свою вигадану утопію. Для цього за допомогою хірургічних операцій він змінює установки сприйняття у піддослідних ув'язнених. Маніпуляції з сенсорними нервами призведуть до синестетичного злиття, змін, які змушують, наприклад, чути тактильні відчуття як звук. Перетворення включають простір і час: «все може бути чимось іншим, все може бути символом усього». Сам Кастель також є піддослідним у своєму експерименті. Справжнє пекло з унікальними та зловісними атракціонами, ще більш інтенсивне й гнітюче пекло, ніж в’язниця, розгорнеться на островах, перевершуючи будь-які хворобливі галюцинації.
Неверс розривається між інтересом до того, що відбувається, і бажанням якомога швидше вирушити до Кайєнни, щоб повернутися до Франції. Таким чином стурбований Неверс додасть деякі помилки до заплутаного стану речей у цій «в’язниці, захищеній від втечі». Необережність офіцера додасть відбиток жахливих подій у свідомості одного з ув’язнених, отже проєкт губернатора Кастеля має ще жахливішу кульмінацію, ніж ганебні умови ув’язнення в тюремному комплексі.